# Reputation Stadium Tour
Reputation Stadium Tour war die fünfte Konzerttour und die erste reine Stadiontour der amerikanischen Singer-Songwriterin Taylor Swift.
Sie diente als Unterstützung ihres sechsten Studioalbums Reputation (2017). Die Tour begann am 8. Mai 2018 in Glendale und endete am 21. November 2018 in Tokio. Insgesamt gab es 53 Konzertauftritte. Zu den Konzerten kamen 2.888.892 Konzertbesucher. Die Tournee brachte $345,7 Millionen an Einnahmen ein, was sie bis jetzt zu Swifts zweiterfolgreichster Tour, der drittumsatzstärksten Tour einer Frau aller Zeiten und zur umsatzstärksten Konzerttour in den Vereinigten Staaten und in der Geschichte von Nordamerika macht.
Die Tour erhielt allgemeine Zustimmung in Kritiken, welche sie im Allgemeinen als beste Tour des Jahres 2018 und Swifts beste Tour bezeichneten. Sie gewann des Weiteren viele Auszeichnungen in der Kategorie „Tour des Jahres“. Der Konzertauftritt am 6. Oktober im AT&T Stadium in Arlington, Texas, wurde aufgezeichnet und als Konzertfilm am 31. Dezember 2018 auf Netflix veröffentlicht.

## Entstehung
Im August 2017 meldete Billboard, dass Swift ein Programm von Ticketmaster, namens „Ticketmaster`s Verified Fan“, nutzen würde, um vorzubeugen, dass Roboter und Schwarzmarkthändler ihre Tourtickets kaufen. Das Programm, welches „Taylor Swift Tix“ genannt wurde, machte es Fans möglich, Tickets vor dem öffentlichen Verkaufsbeginn zu kaufen, indem sie durch verschiedene Aktivitäten (wie zum Beispiel das Kaufen des Albums...) ihre Chancen auf einen Vorverkaufscode erhöhten.
Am 13. November 2017 kündigte Swifts Management gemeinsam mit Ticketmaster die ersten Konzerte der Tour an. Die Tickets konnten ab dem 13. Dezember 2017, an Swifts 28. Geburtstag, erworben werden.
Im späten November gab Swift Konzerte in Manchester, Dublin und London bekannt. Wegen großer Nachfrage wurden zusätzliche Konzerte in allen drei Städten angekündigt. Des Weiteren gab die Sängerin zusätzliche Konzerte für die nordamerikanischen Städte Pasadena, Chicago, East Rutherford, Foxborough, Toronto und Atlanta bekannt, da dort bereits vor dem Vorverkauf die Nachfrage groß war. Am 3. Dezember kündigte Swift fünf Konzerte in Ozeanien an. Im Januar 2018 fügte sie wegen großer Nachfrage zusätzliche Konzerte in Santa Clara, Landover, Philadelphia, Minneapolis und Arlington sowie ein drittes Konzert in East Rutherford und Foxborough hinzu, was zu insgesamt 40 Shows in Nordamerika führte.
Am 1. März 2018 kündigte Swift Camila Cabello und Charli XCX für das Vorprogramm der Reputation Stadium Tour an. Es wurde bereits vorher spekuliert, ob Cabello im Vorprogramm ist, da ihre „Never Be The Same“-Tour nicht mit Swifts Tourdaten zusammentraf. Portlands Radiosender Live 95.5 kündigte Cabello bereits in einem Gewinnspiel für Konzertkarten als Vorprogramm der Reputation Stadium Tour am 22. Juni 2018 im Wembleystadion in einem Beitrag auf Twitter an, der dann gelöscht wurde; einen Tag, bevor Swift ihr Vorprogramm bekannt gab.
Am 7. Mai 2018, einen Tag vor dem Tourstart in Glendale, Arizona, lud Swift 2.000 Pflege- und Adoptivkinder zu einer privaten Generalprobe ein.
Am 8. Mai 2018 kündigte sie zwei Shows in Tokio an, bei denen Charli XCX im Vorprogramm auftreten sollte. Im September 2018 wurde Broods als Vorband in Ozeanien angekündigt.

## Kritische Rezeptionen

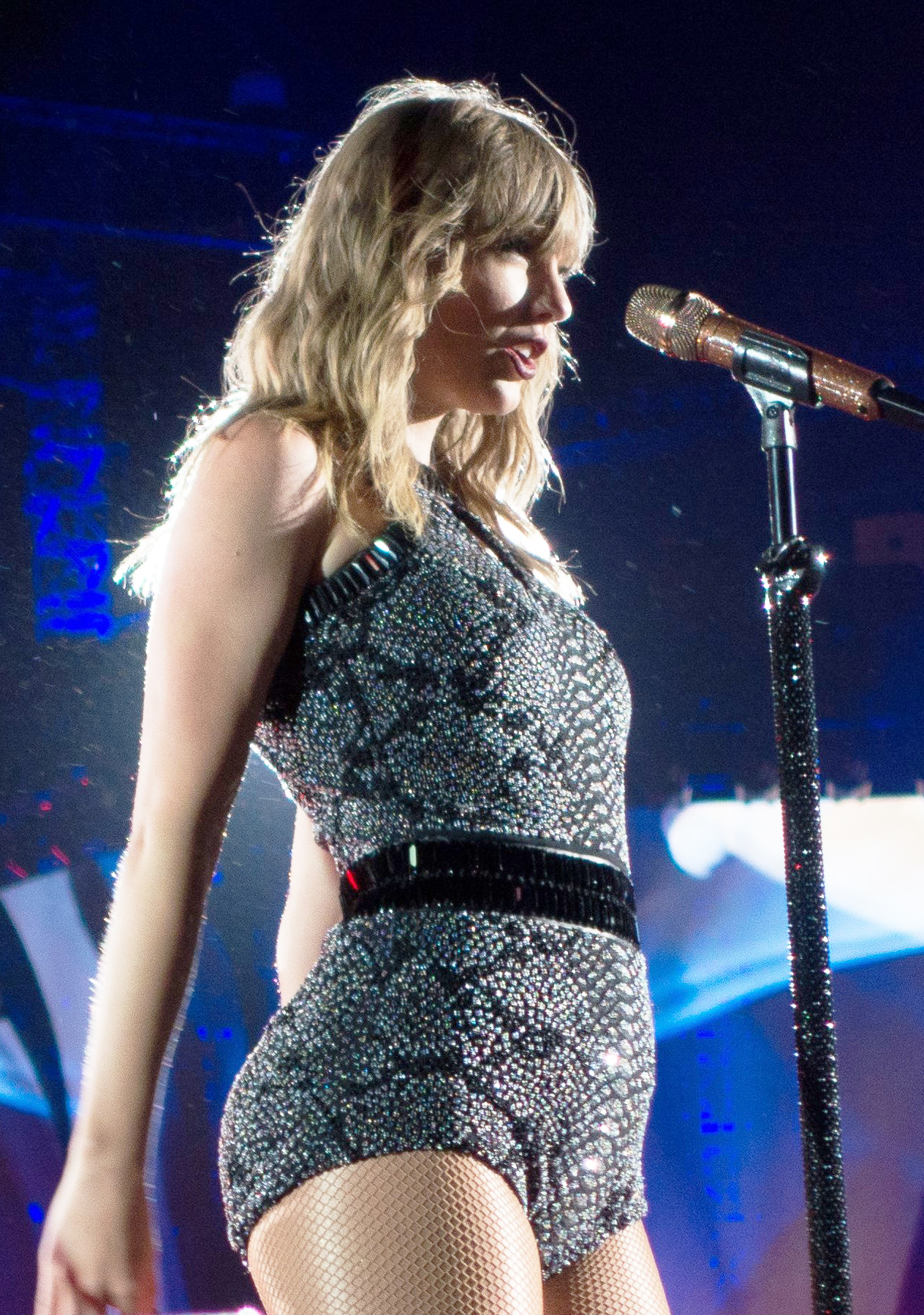
Swift auf der Reputation Stadium Tour im Levi`s Stadium in Santa Clara.

Die Tour erhielt euphorische Bewertungen und wurde oft als beste Tour in Swifts Karriere und beste Tour im Jahr 2018 bezeichnet. Die Tour bekam Lob für Swifts Bühnenpräsenz und Umgang mit dem Publikum, die vielfältige Setlist und den Übergang zwischen den Liedern, die hohe Qualität der Produktion, die Auftritte mit Akustikgitarre und Piano, sowie für die Auswahl der Kostüme. Viele Kritiken gingen auf das gotische Erscheinungsbild und die Kostüme ein, sowie auf die theatralische Art der Show, wie sie zum Beispiel beim Broadway zu sehen ist.
Chris DeVille von Stereogum schrieb, dass die Tour so gestaltet wurde, um „das größte Spektakel in der ganzen sommerlichen Unterhaltung zu werden“. Er erklärte auch, dass man die Tour am besten als „eine überdimensionale, High-Tech Produktion des Broadways mit einem meist gigantischen Soundtrack verstehen kann“ und endete seine Bewertung mit folgender Aussage: „Wenn über die größten Künstler ihrer [Swifts] Generation gesprochen wird, gehört sie auf jeden Fall in die engere Auswahl“. Außerdem sei Swift auf „dieselbe exklusive Stufe wie die Classic Rock-Götter aufgestiegen, die an dem Veranstaltungsort the Horseshoe bereits vor ihr auftraten, und die Art, das Stadion zu beherrschen, während ihrer ganzen Karriere beibehielten“. Rob Sheffield von Rolling Stone bezeichnete die Tour als Swifts „erstaunlichste Tour bisher“ und lobte es, dass sie „die Atmosphäre einer Massenvereinigung“ auslöst. Er stellte die Auftritte mit Akustikgitarre heraus, bei denen die Lieblingslieder von Swifts Fans gespielt wurden und bezeichnete sie als „einen Kraftpaket-Auftritt, der die verschiedenen Taylors so klingen ließ, als wären sie Teil der Geschichte, die erzählt wird“. Der Eröffnungssong „… Ready for It?“ wurde von Bob Gorden von The Guardian sehr gelobt, da es „ein geeignetes und fesselndes Eröffnungslied ist“. Er schrieb des Weiteren, dass Swift einen „beeindruckenden Auftritt“ ohne „Anstieg oder Abstieg“ ablieferte; „sie kommt einfach hinter einem Vorhang, der mit blendendem Licht beleuchtet wurde, hervor, was einen ’Hier bin ich’-Moment auslöst, wie ihn Freddie Mercury ausgeführt hätte“.
Roisin O’Connor von The Independent, der die Tour mit 5 Sternen bewertete, lobte die Setlist, die „nahtlos von einem Song zum anderen übergeht“. Er verglich die Tour auch mit einer Broadway-Show, da „die Bühne mit rotem Licht bestrahlt wird und die Tänzer am Trapez mit dem ganzen Glanz einer Broadway-Show schwingen“. Lydia Burgham von The Spinoff beschrieb das Konzert in Auckland als eine „theatralische Mega-Produktion […]“. Bezogen auf die Setlist hielt sie Swift für jemanden, der „das Publikum mit jedem neuen Beginn eines Liedes, Dank der tollen Übergänge, nach mehr sehnen ließ“. Burgham hob die „Vertrautheit“ von Swifts Akustikgitarren- und Pianoauftritten hervor, welche bewiesen, dass Swift „fest in ihren Singer-Songwriter-Wurzeln“ bleibe. Sie schloss mit der Bewertung, dass „es vielleicht keinen Künstler in diesem Leben gibt, der es so gut wie Taylor Swift hinbekommt, tausende von Menschen in einer regnerischen Nacht zu fesseln – und das ist ihr Ruf, an den sich die Menschen erinnern werden“.
Varietys Chris Willman schrieb, dass die Show „viel von Heftigkeit hatte, besonders am Anfang des Auftritts. Aber es kam auch die Taylor durch, die ’gestorben’ ist... die harmlose Swift, an die wir uns […] erinnern“. Er stellte fest, dass Swift die zwei Stunden auf der Bühne benutzt, um „ein lohnendes, gesamtheitliches Bild zu malen“. Er meinte, dass, trotz der großen Produktion, „wir […] die liebenswerte, innige Präsenz des aufgeschlossensten Superstars des Pops erleben“. Er hob des Weiteren die akustische Version von „Dancing with Our Hands Tied“ hervor, welche beweise, dass „Reputation“ auch „ganz gut akustisch funktioniert, ohne dass Max Martin an den Liedern herumbastelt“. Randy Lewis von Los Angeles Times mochte es, dass Swift „eine Meisterklasse in dem kreativen Gebrauch von Technologie einbringt, welche es ihr erlaubt, eine außergewöhnlich kraftvolle Verbindung mit dem riesigen Publikum aufzubauen und zu entwickeln“. Er erwähnte dabei die Verwendung von aufleuchtenden Armbändern, die es den Zuschauern möglich machten, „sich wie Mitwirkende, sogar Mitarbeiter, zu fühlen, nicht nur wie passive Beobachter“. Er lobte die Bühne, die „einem Wolkenkratzer glich, der noch in der Bauphase ist, da sechs kranähnliche Gerüste hinter einem keilförmigen Bildschirm aufragten“. Lewis fasste die Show als „die meiste Zeit dicht gegliedert, mit aufwendigen Produktionen, die auf die Leinwand projiziert werden, spektakulärer Belichtung und Pyrotechnik, Choreografien und präzise abgestimmten Interaktionen zwischen Star, Band, Sängerinnen und Tänzern“ zusammen.
Als Greg Krelenstein die Tour für V Magazine bewertete, schrieb er, dass Swift „ein seltenes Talent“ besitzt, „ein Stadionspektakel, in ein vertrautes Umfeld zu verwandeln“. Er stellte des Weiteren fest, dass die neue Persönlichkeit, die Swift während ihres Albums „Reputation“ aufgenommen hat, „exzellent zu der Show mit ihrer Größe passt, bei der sie legendär rüberkommt“. Er lobte Swift für die „große Auswahl ihrer vielen Lieder“ und ihre Darbietungen auf der Bühne, „ganz egal, ob sie Gitarre spielt oder eine Truppe von Tänzern anführt“. Das zeige, dass „ihre [Swifts] musikalische und darbietende Verbesserung ein voller Erfolg ist“. Krelenstein fasste zusammen, dass Swift „es mit allen Mitteln schafft, das Publikum zu faszinieren und fixieren, um die moderne Stadiontour neu zu erfinden“. Ed Masley von The Arizona Republic schrieb, dass „es viele Momente während Swifts Konzert gab, in denen das Gefühl da war, sie spiele für die hinteren Ränge des Stadions, indem sie die Fans einfach teilhaben lassen ließ“. Auch die Produktion der Tour und Swifts Verbindung mit dem Publikum hob er hervor. Jim Harrington von The Mercury News lobte den verbesserten Gesang und stärkere Bühnenpräsenz der Sängerin über die Jahre. Chris Tuite von CBS San Francisco schrieb: „Die einzigen Dinge, die mehr hervorstechen als die Sängerin selbst während ihrer laufenden Kostümwechsel, die ein Spektakel sind, sind die gewaltigen, bösartig schauenden Schlangen, die im Verlauf des ganzen Auftritts symbolisch erscheinen.“ Michael Tritsch vom 303 Magazine erklärte, dass die Tour „Neuland betreten hat und die Messlatte für zukünftige Stadiontouren sehr hoch gelegt hat“. Er fügte hinzu: „Der Ruf dieser Show hat sich seinen Weg in die Geschichtsbücher gebahnt“.

## Kommerzieller Erfolg

### Ticketverkauf
Vier Tage nach dem Beginn des Ticketverkaufs auf der Verified Fan-Plattform und drei Tage nach dem Beginn des Ticketverkaufs für die allgemeine Öffentlichkeit, welcher am 13. Dezember begann, brachten die 33 Tourdaten in Nordamerika bereits $180 Millionen ein. Pollstar gab Informationen des Gridiron Stadium Network, einer Vereinigung von NFL-Einrichtungen, die zusammenarbeiten, um Konzerte in ihren Gebäuden zu buchen, bekannt, die zeigten, dass mindestens 35.000 Tickets für 10 Stadien verkauft wurden (Stand vom 18. Dezember). Die Anzahl der verkauften Tickets reichte von 35.419 (Heinz Field, Pittsburgh) bis zu einem Höchststand von 48.039 (Lincoln Financial Field, Philadelphia). Nachdem mehr als 47.000 Tickets für das Konzert der Tour am 12. Mai 2018 im Levi’s Stadium in Santa Clara verkauft wurden, welche fast einen Umsatz von $9 Millionen erzielten, eröffnete das die Möglichkeit eines zusätzlichen Konzertes.
StubHub zufolge ist die Tour die bestverkaufte Tour einer Frau im Vereinigten Königreich im Jahr 2018 gewesen.

### Einnahmen
Die ersten sieben Shows der Tour brachten mit 390.000 verkauften Tickets $54 Millionen ein, was Swift an die Spitze der Billboards Hot Tours Liste im Juni 2018 brachte. Ihre ausverkauften Konzerte in Glendale und Santa Clara (zwei aufeinanderfolgende Konzerte) vor 59.157 bzw. 107.550 Zuschauern, brachten $7,21 Millionen und $14 Millionen ein, während die Shows in Pasadena insgesamt $16,3 Millionen und der Auftritt in Seattle mehr als $8,6 Millionen einbrachte. Die Konzerte in Louisville und Columbus machten mit 115.000 verkauften Tickets einen Umsatz von $11,5 Millionen. In der letztgenannte Stadt wurden mit geschätzten 63.000 Tickets und einem Umsatz von $6,6 Millionen die größten Einnahmen reinbrachten. Diese Konzert-Erfolge brachten die Sängerin nochmals auf die Hot-Tours-Chartliste.

## Rekorde

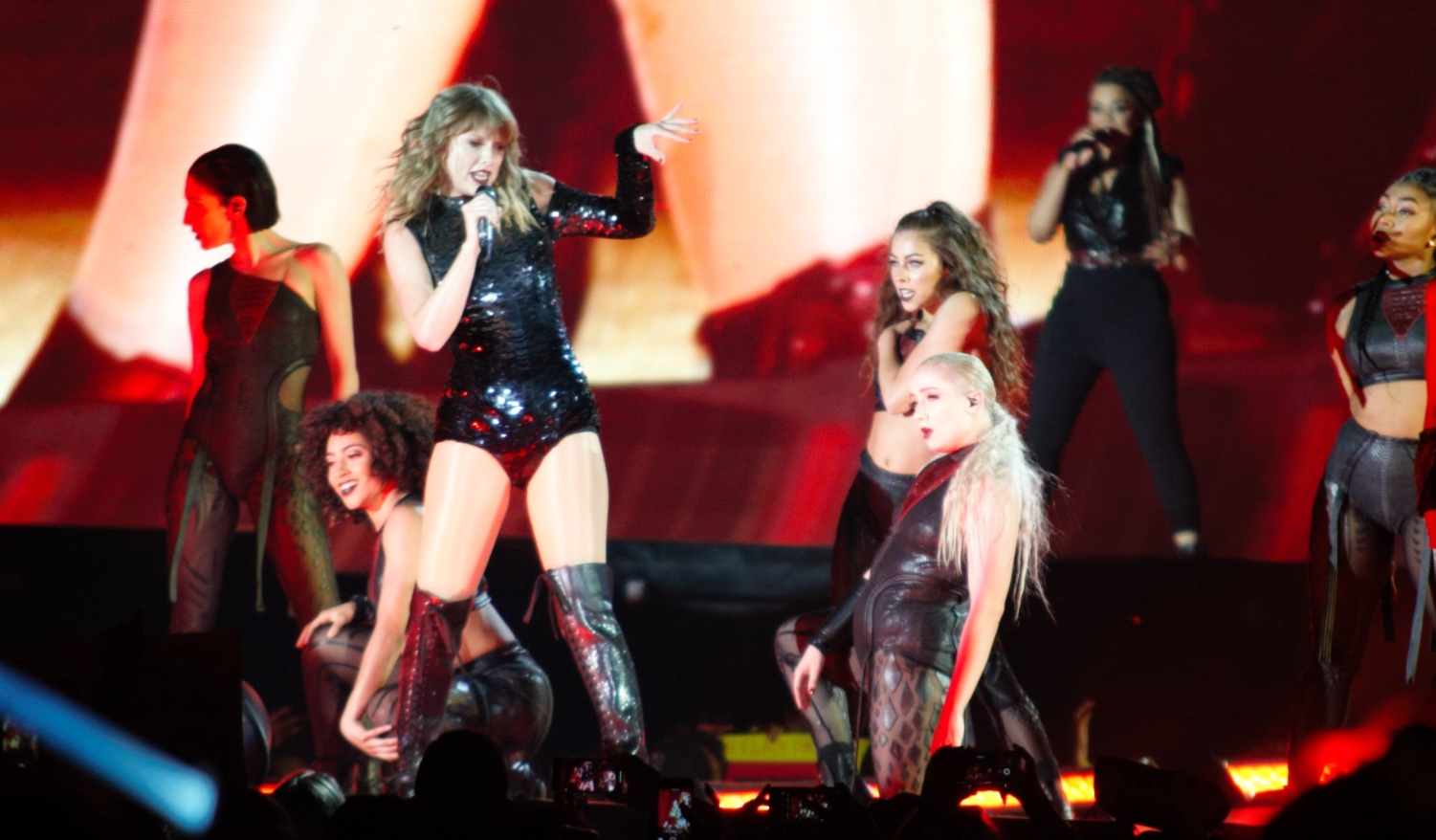
Swift während eines Auftritts im Sports Authority Field at Mile High in Denver, Colorado. Dort wurde sie zur ersten Frau, die als Headliner in dem Stadion auftritt.

Die Tour brach viele Rekorde an Zuschauerzahlen und Einnahmen. Die Eröffnungsshow im University of Phoenix Stadium stellte neue Veranstaltungsrekorde in den Kategorien Einnahmen und Zuschauerzahlen auf und überholte so Metallicas $5,2 Millionen Tourmsatz mit fast $2 Millionen mehr. Mit 59.157 verkauften Tickets überholte sie mit 2.633 Plätzen den Zuschauerrekord, den One Directions Where We Are-Tour im Jahr 2014 aufgestellt hatte. Mit $14 Millionen an Einnahmen durch 107.550 verkaufte Tickets übertraf Swift ihre größten Umsatz- und Zuschauerzahlenrekorde, die sie während der 1989 World Tour im Jahr 2015 aufgestellt hatte. Mit mehr als 118.000 Fans im Rose Bowl, brachten die zwei Shows $16,2 Millionen ein und stellten einen neuen Einnahmenrekord als Einzelheadliner auf, nachdem U2s Rekord aus dem Jahr 2017 mit über $467,000 mehr übertroffen wurde. Auch in Seattles CenturyLink Field und Denvers Sports Authority Field at Mile High übertraf sie die Rekorde von U2.
Swift schrieb Geschichte, indem sie die erste Frau wurde, die in Dublins Croke Park zweimal als Headliner aufgetreten ist. Bei diesen Konzerten trat sie vor insgesamt 136.000 Fans auf. Sie war auch die erste Frau, die an drei aufeinanderfolgenden Abenden im MetLife Stadium und im Gillette Stadium auftrat.
Nach der 29. Show der Tour, die im Hard Rock Stadium in Miami stattfand, hatte sie bereits einen Umsatz von $202,3 Millionen erzielt (nur auf dem nordamerikanischen Kontinent; darunter $191,1 Millionen in den Vereinigten Staaten und $11,1 Millionen in Kanada). Dadurch brach Swift ihren eigenen aufgestellten Rekord der umsatzstärksten Tour einer weiblichen Musikerin in Nordamerika, der zuvor von der 1989 World Tour mit wenigeren Tourdaten gehalten wurde. Letztendlich brach die Reputation Stadium Tour auch den Rekord der umsatzstärksten Tour in den Vereinigten Staaten sowie in der Geschichte Nordamerikas, der zuvor von der A-Bigger-Bang-Tour der Rolling Stones gehalten wurde. Swifts Tour spielte $266,1 Millionen ein; die Stones-Tour ’nur’ $245 Millionen. Die Stones erzielten damals ihren Rekord mit 70 Auftritten in Amerika, während Swift dafür nur 38 Shows brauchte.

## Auswirkung
Der Gouverneur des Bundesstaats Minnesota, Mark Dayton, erklärte den 31. August 2018 zum „Taylor Swift Day“ im Bundesstaat, um Swifts Auftritte (am 31. August und 1. September) im U.S. Bank Stadium in Minneapolis zu ehren. Er gab an, dass „Taylor Swift durch ihre persönliche und ehrliche Musik, nicht nur viele Bewohner Minnesotas angetrieben und inspiriert hat, sondern Menschen auf der ganzen Welt und [dass] sie einen positiven Einfluss auf ihre Fans hat, indem sie ihnen ein Vorbild für Wahrhaftigkeit, Gnade, ausgiebige Menschenfreundlichkeit und Charakterstärke ist“.

## Auszeichnungen
| Jahr | Veranstaltung               | Auszeichnung                           | Ergebnis  | Einzelnachweis |
| ---- | --------------------------- | -------------------------------------- | --------- | -------------- |
| 2018 | Billboard Live Music Awards | Top U.S. Tour                          | Gewonnen  | [ 43 ]         |
| 2018 | American Music Awards       | Tour of the Year                       | Gewonnen  | [ 44 ]         |
| 2018 | People’s Choice Awards      | Concert Tour of the Year               | Gewonnen  | [ 45 ]         |
| 2019 | Pollstar Awards             | Best Pop Tour                          | Gewonnen  | [ 46 ]         |
| 2019 | iHeartRadio Music Awards    | Tour of the Year                       | Gewonnen  | [ 47 ]         |
| 2020 | Art Directors Guild Awards  | Variety, Reality or Competition Series | Nominiert | [ 48 ]         |

## Setlist
Diese Setlist ist von dem Konzert am 8. Mai in Glendale, Arizona. Es sollen hier nicht alle Shows der Tour aufgelistet werden.
1. …Ready for It?
2. I Did Something Bad
3. Gorgeous
4. Style / Love Story / You Belong with Me
5. Look What You Made Me Do
6. End Game
7. King of My Heart
8. Delicate
9. Shake It Off (mit Camila Cabello und Charli XCX)
10. Dancing with Our Hands Tied (Akustikversion)
11. All Too Well (Akustikversion)
12. Blank Space
13. Dress
14. Bad Blood / Should’ve Said No
15. Don’t Blame Me
16. Long Live / New Year’s Day (auf dem Piano)
17. Getaway Car
18. Call It What You Want
19. We Are Never Ever Getting Back Together / This Is Why We Can’t Have Nice Things

### Überraschungslieder
Folgende Lieder spielte Swift anstatt von All Too Well:
1. Während der ersten Show in Santa Clara spielte sie Wildest Dreams.
2. Während der zweiten Show in Santa Clara spielte sie The Best Day.
3. Während der ersten Show in Pasadena spielte sie Red.
4. Während der Show in Seattle spielte sie Holy Ground.
5. Während der Show in Denver spielte sie Teardrops on My Guitar.
6. Während der ersten Show in Chicago spielte sie Our Song.
7. Während der zweiten Show in Chicago spielte sie 22.
8. Während der ersten Show in Manchester spielte sie I Knew You Were Trouble.
9. Während der zweiten Show in Manchester spielte sie I Don’t Wanna Live Forever.
10. Während der ersten Show in Dublin spielte sie Mean.
11. Während der zweiten Show in Dublin spielte sie How You Get the Girl.
12. Während der ersten Show in London spielte sie So It Goes….
13. Während der zweiten Show in London spielte sie Fifteen.
14. Während der Show in Louisville spielte sie Mine.
15. Während der Show in Columbus spielte sie Sparks Fly.
16. Während der ersten Show in Landover spielte sie State of Grace.
17. Während der zweiten Show in Landover spielte sie Haunted.
18. Während der ersten Show in Philadelphia spielte sie Never Grow Up.
19. Während der zweiten Show in Philadelphia spielte sie Treacherous.
20. Während der Show in Cleveland spielte sie Babe.
21. Während der ersten Show in East Rutherford spielte sie Welcome to New York.
22. Während der zweiten Show in East Rutherford spielte sie Fearless.
23. Während der dritten Show in East Rutherford spielte sie Enchanted.
24. Während der ersten Show in Foxborough spielte sie 22.
25. Während der zweiten Show in Foxborough spielte sie Change.
26. Während der dritten Show in Foxborough spielte sie Ours.
27. Während der ersten Show in Toronto spielte sie Out of the Woods.
28. Während der zweiten Show in Toronto spielte sie Come Back... Be Here.
29. Während der Show in Pittsburgh spielte sie A Place in This World.
30. Während der ersten Show in Atlanta spielte sie This Love.
31. Während der Show in Tampa spielte sie Invisible.
32. Während der Show in Miami Gardens spielte sie Breathe.
33. Während der Show in Nashville spielte sie Better Man.
34. Während der Show in Detroit spielte sie Jump Then Fall.
35. Während der ersten Show in Minneapolis spielte sie Begin Again.
36. Während der zweiten Show in Minneapolis spielte sie Tied Together with a Smile.
37. Während der Show in Kansas City spielte sie The Story of Us.
38. Während der Show in Indianapolis spielte sie Forever & Always.
39. Während der Show in St. Louis spielte sie Hey Stephen.
40. Während der Show in New Orleans spielte sie Speak Now.
41. Während der Show in Houston spielte sie Wonderland.
42. Während der ersten Show in Arlington spielte sie White Horse.
43. Während der Show in Perth spielte sie I Knew You Were Trouble.
44. Während der Show in Melbourne spielte sie I’m Only Me When I’m with You.
45. Während der Show in Sydney spielte sie 22.
46. Während der Show in Brisbane spielte sie Starlight.
47. Während der Show in Auckland spielte sie Out of the Woods.
48. Während der ersten Show in Tokio spielte sie I Know Places.
49. Während der zweiten Show in Tokio spielte sie Wildest Dreams.

### Besondere Gäste
Swift überraschte ihre Fans auf der Tour mit besonderen Gästen und sang jeweils Duette mit diesen.
- 18. Mai 2018 – Pasadena: There’s Nothing Holdin’ Me Back mit Shawn Mendes.[53]
- 19. Mai 2018 – Pasadena: My My My! mit Troye Sivan[54]; Hands to Myself mit Selena Gomez.[55]
- 22. Juni 2018 – London: Slow Hands mit Niall Horan.[56]
- 23. Juni 2018 – London: Angels mit Robbie Williams.[57]
- 26. Juli 2018 – Foxborough: Curious mit Hayley Kiyoko.[58]
- 4. August 2018 – Toronto: Summer of ’69 mit Bryan Adams.[59]
- 25. August 2018 – Nashville: Tim McGraw mit Tim McGraw und Faith Hill.[60]
- 5. Oktober 2018 – Arlington: The Middle mit Maren Morris.[61]
- 6. Oktober 2018 – Arlington: Babe mit Sugarland.[62]

## Netflix-Spezial – Taylor Swift: Reputation Stadium Tour
„Taylor Swift: Reputation Stadium Tour“ ist ein Livekonzertfilm, der von Paul Dugdale gedreht wurde. Er wurde am 31. Dezember 2018 exklusiv auf Netflix veröffentlicht. Der Film zeigt das zweite Konzert der Reputation Stadium Tour in Arlington, welche die fünfte Headliner-Tour der amerikanischen Singer-Songwriterin Taylor Swift war.

### Kritiken
Der Film erhielt bei Kritikern weitgehend Zustimmung nach der Veröffentlichung. Die Berichterstatter lobten die Kameraführung des Regisseurs Paul Dugdale, die Swifts „Berühmtheit“, die Emotionen des Publikums und die Produktion, die in das Konzert gesteckt wurde, zum Vorschein bringt.
Rolling Stones Rob Sheffield schrieb, dass der Film „ihre beste Tour verewigt“ und dass der Film „das Spektakel im Stadion zeigt, ohne irgendeine emotionale Vertrautheit […] ihrer Lieder abzuschwächen“. Amanda Petrusich von The New Yorker beschrieb das Netflix-Spezial als „das Ende einer Ära“. Billboards Denise Warner bestätigte, dass der Film „die Stärke der Sängerin, ihre Hingabe und Macht als Künstlerin erleuchtet“. Des Weiteren legte sie dar, dass der Film „es einem erlaubt, mehr ein Gefühl für die Sängerin als Performer zu bekommen – und zu erleben, wie behutsam alles in Szene gesetzt wurde“. Sie schätzte es, dass Swift „einen umwerfenden Einblick in ihre [Swifts] Welt als eine der heutzutage besten Entertainer gibt“. Deciders Benjamin Smith bezeichnete den Film als eine „innige Dokumentation eines unpersönlichen Events“. Er ergänzte, dass Swift „die Probe der Zeit besser als ihre Pop-Queen-Kolleginnen des 21. Jahrhunderts bestehen wird“, indem er begründete, dass „Taylor Swift vielleicht die Einzige ist, die sich einen Weg überlegt hat, wie sie ihre Musik in etwas verwandelt, was mehr als reiner Pop ist“.
Nadin Saad von Los Angeles Times lobte Swifts Verbindung mit ihren Fans. Katie Collins von CNET schrieb, dass der Film „als eine Erinnerung dafür dient, dass, egal was passiert, Swifts Berühmtheit immerwährend ist“ und lobte auch den Film „für ein traumhaftes Vorzeigeprojekt der Kostüme, Tänze und vor allem Swifts eigene, kaum enthaltende sprudelnde Freude, auf der Bühne zu sein“. Sie lobte des Weiteren die Kameraführung und schrieb, dass „die Nahaufnahmen neue Einblicke“ in die Show gäben. Nicholas Hautman von Us Weekly schätzte die Kameraführung, da sie „das hysterische Weinen und Schreien der Fans, um ihr Idol zu unterstützen“ zeigte. Chloe Gilke, die eine Bewertung für Uproxx schrieb, bezeichnete den Film als „meisterhafte Dokumentation einer magischen Kraft bei einem Popkonzert“ und als „ein Liebesbrief an das Publikum ihrer Shows und an ihre Fans“. Sie legte auch dar, dass der Film „die heilige Freude von ihrem [Swifts] Auftritt an diesem Abend und die Leute, die es möglich gemacht haben, ehrt“. Sie lobte die Kameraführung, die „das massive Ausmaß der Produktion aus jedem Winkel“ festhält und lobt auch den Ton, der „kristallklar und wunderschön ist, da das Publikum leiser gemacht wurde, damit die Zuschauer zu Hause Swift gut hören können“.

### Auszeichnungen
Für ihre Arbeit an dem Film wurden Tamlyn Wright und Baz Halpin in der Kategorie Variety, Reality or Event Special der 24th Art Directors Guild Annual Excellence in Production Design Awards nominiert.

### Titelauflistung
| Nummer       | Titel                                                                           | Autoren                                                              | Länge   |
| ------------ | ------------------------------------------------------------------------------- | -------------------------------------------------------------------- | ------- |
| 1.           | …Ready for It?                                                                  | Taylor Swift; Max Martin; Shellback; Ali Payami                      |         |
| 2.           | I Did Something Bad                                                             | Swift; Martin; Shellback                                             |         |
| 3.           | Gorgeous                                                                        | Swift; Martin; Shellback                                             |         |
| 4.           | Style / Love Story / You Belong with Me                                         | Swift; Martin; Shellback; Payami; Liz Rose                           |         |
| 5.           | Look What You Made Me Do                                                        | Swift; Jack Antonoff; Richard Fairbrass; Fred Fairbrass; Rob Manzoli |         |
| 6.           | End Game                                                                        | Swift; Martin; Shellback; Ed Sheeran; Nayvadius Wilburn              |         |
| 7.           | King of My Heart                                                                | Swift; Martin; Shellback                                             |         |
| 8.           | Delicate                                                                        | Swift; Martin; Shellback                                             |         |
| 9.           | Shake It Off (mit Camila Cabello und Charli XCX)                                | Swift; Martin; Shellback                                             |         |
| 10.          | Dancing with Our Hands Tied                                                     | Swift; Martin; Shellback; Oscar Holter                               |         |
| 11.          | All Too Well                                                                    | Swift; Rose                                                          |         |
| 12.          | Blank Space                                                                     | Swift; Martin; Shellback                                             |         |
| 13.          | Dress                                                                           | Swift; Antonoff                                                      |         |
| 14.          | Bad Blood / Should’ve Said No                                                   | Swift; Martin; Shellback                                             |         |
| 15.          | Don’t Blame Me                                                                  | Swift; Martin; Shellback                                             |         |
| 16.          | Long Live / New Year’s Day                                                      | Swift; Antonoff                                                      |         |
| 17.          | Getaway Car                                                                     | Swift; Antonoff                                                      |         |
| 18.          | Call It What You Want                                                           | Swift; Antonoff                                                      |         |
| 19.          | We Are Never Ever Getting Back Together / This Is Why We Can’t Have Nice Things | Swift; Martin; Shellback; Antonoff                                   |         |
| Gesamtlänge: | Gesamtlänge:                                                                    | Gesamtlänge:                                                         | 2:05:00 |

## Shows
| Datum                         | Stadt                             | Land                   | Veranstaltungsort                   | Vorprogramm                | Besucherzahl/Kapazität        | Einnahmen     |
| ----------------------------- | --------------------------------- | ---------------------- | ----------------------------------- | -------------------------- | ----------------------------- | ------------- |
| Tourabschnitt 1 – Nordamerika |                                   |                        |                                     |                            |                               |               |
| 08. Mai 2018                  | Glendale bei Phoenix              | Vereinigte Staaten     | University of Phoenix Stadium       | Camila Cabello; Charli XCX | 59,157 / 59,157               | $7,214,478    |
| 11. Mai 2018                  | Santa Clara bei San Francisco     | Vereinigte Staaten     | Levi’s Stadium                      | Camila Cabello; Charli XCX | 107,550 / 107,550             | $14,006,963   |
| 12. Mai 2018                  | Santa Clara bei San Francisco     | Vereinigte Staaten     | Levi’s Stadium                      | Camila Cabello; Charli XCX | 107,550 / 107,550             | $14,006,963   |
| 18. Mai 2018                  | Pasadena bei Los Angeles          | Vereinigte Staaten     | Rose Bowl                           | Camila Cabello; Charli XCX | 118,084 / 118,084             | $16,251,980   |
| 19. Mai 2018                  | Pasadena bei Los Angeles          | Vereinigte Staaten     | Rose Bowl                           | Camila Cabello; Charli XCX | 118,084 / 118,084             | $16,251,980   |
| 22. Mai 2018                  | Seattle                           | Vereinigte Staaten     | CenturyLink Field                   | Charli XCX                 | 56,021 / 56,021               | $8,672,219    |
| 25. Mai 2018                  | Denver                            | Vereinigte Staaten     | Sports Authority Field at Mile High | Camila Cabello; Charli XCX | 57,140 / 57,140               | $7,926,366    |
| 01. Juni 2018                 | Chicago                           | Vereinigte Staaten     | Soldier Field                       | Camila Cabello; Charli XCX | 105,208 / 105,208             | $14,576,697   |
| 02. Juni 2018                 | Chicago                           | Vereinigte Staaten     | Soldier Field                       | Camila Cabello; Charli XCX | 105,208 / 105,208             | $14,576,697   |
| Tourabschnitt 2 – Europa      |                                   |                        |                                     |                            |                               |               |
| 08. Juni 2018                 | Manchester                        | Vereinigtes Königreich | Etihad Stadium                      | Camila Cabello; Charli XCX | 77,258 / 77,258               | $6,169,724    |
| 09. Juni 2018                 | Manchester                        | Vereinigtes Königreich | Etihad Stadium                      | Camila Cabello; Charli XCX | 77,258 / 77,258               | $6,169,724    |
| 15. Juni 2018                 | Dublin                            | Irland                 | Croke Park                          | Camila Cabello; Charli XCX | 133,034 / 133,034             | $8,567,769    |
| 16. Juni 2018                 | Dublin                            | Irland                 | Croke Park                          | Camila Cabello; Charli XCX | 133,034 / 133,034             | $8,567,769    |
| 22. Juni 2018                 | London                            | Vereinigtes Königreich | Wembleystadion                      | Camila Cabello; Charli XCX | 143,427 / 143,427             | $12,214,933   |
| 23. Juni 2018                 | London                            | Vereinigtes Königreich | Wembleystadion                      | Camila Cabello; Charli XCX | 143,427 / 143,427             | $12,214,933   |
| Tourabschnitt 3 – Nordamerika |                                   |                        |                                     |                            |                               |               |
| 30. Juni 2018                 | Louisville                        | Vereinigte Staaten     | Cardinal Stadium                    | Camila Cabello; Charli XCX | 52,138 / 52,138               | $4,928,219    |
| 07. Juli 2018                 | Columbus                          | Vereinigte Staaten     | Ohio Stadium                        | Camila Cabello; Charli XCX | 62,897 / 62,897               | $6,606,529    |
| 10. Juli 2018                 | Landover bei Washington, D.C.     | Vereinigte Staaten     | FedExField                          | Camila Cabello; Charli XCX | 95,672 / 95,672               | $11,396,004   |
| 11. Juli 2018                 | Landover bei Washington, D.C.     | Vereinigte Staaten     | FedExField                          | Camila Cabello; Charli XCX | 95,672 / 95,672               | $11,396,004   |
| 13. Juli 2018                 | Philadelphia                      | Vereinigte Staaten     | Lincoln Financial Field             | Camila Cabello; Charli XCX | 107,378 / 107,378             | $11,951,047   |
| 14. Juli 2018                 | Philadelphia                      | Vereinigte Staaten     | Lincoln Financial Field             | Camila Cabello; Charli XCX | 107,378 / 107,378             | $11,951,047   |
| 17. Juli 2018                 | Cleveland                         | Vereinigte Staaten     | FirstEnergy Stadium                 | Camila Cabello; Charli XCX | 51,323 / 51,323               | $5,148,757    |
| 20. Juli 2018                 | East Rutherford bei New York City | Vereinigte Staaten     | MetLife Stadium                     | Camila Cabello; Charli XCX | 165,654 / 165,654             | $22,031,386   |
| 21. Juli 2018                 | East Rutherford bei New York City | Vereinigte Staaten     | MetLife Stadium                     | Camila Cabello; Charli XCX | 165,654 / 165,654             | $22,031,386   |
| 22. Juli 2018                 | East Rutherford bei New York City | Vereinigte Staaten     | MetLife Stadium                     | Camila Cabello; Charli XCX | 165,654 / 165,654             | $22,031,386   |
| 26. Juli 2018                 | Foxborough bei Boston             | Vereinigte Staaten     | Gillette Stadium                    | Camila Cabello; Charli XCX | 174,764 / 174,764             | $21,779,846   |
| 27. Juli 2018                 | Foxborough bei Boston             | Vereinigte Staaten     | Gillette Stadium                    | Camila Cabello; Charli XCX | 174,764 / 174,764             | $21,779,846   |
| 28. Juli 2018                 | Foxborough bei Boston             | Vereinigte Staaten     | Gillette Stadium                    | Camila Cabello; Charli XCX | 174,764 / 174,764             | $21,779,846   |
| 03. August 2018               | Toronto                           | Kanada                 | Rogers Centre                       | Camila Cabello; Charli XCX | 100,310 / 100,310             | $11,177,000   |
| 04. August 2018               | Toronto                           | Kanada                 | Rogers Centre                       | Camila Cabello; Charli XCX | 100,310 / 100,310             | $11,177,000   |
| 07. August 2018               | Pittsburgh                        | Vereinigte Staaten     | Heinz Field                         | Camila Cabello; Charli XCX | 56,445 / 56,445               | $6,230,876    |
| 10. August 2018               | Atlanta                           | Vereinigte Staaten     | Mercedes-Benz Stadium               | Camila Cabello; Charli XCX | 116,746 / 116,746             | $18,089,415   |
| 11. August 2018               | Atlanta                           | Vereinigte Staaten     | Mercedes-Benz Stadium               | Camila Cabello; Charli XCX | 116,746 / 116,746             | $18,089,415   |
| 14. August 2018               | Tampa                             | Vereinigte Staaten     | Raymond James Stadium               | Camila Cabello; Charli XCX | 55,909 / 55,909               | $7,244,264    |
| 18. August 2018               | Miami Gardens bei Miami           | Vereinigte Staaten     | Hard Rock Stadium                   | Camila Cabello; Charli XCX | 47,818 / 47,818               | $7,072,164    |
| 25. August 2018               | Nashville                         | Vereinigte Staaten     | Nissan Stadium                      | Camila Cabello; Charli XCX | 56,112 / 56,112               | $9,007,179    |
| 28. August 2018               | Detroit                           | Vereinigte Staaten     | Ford Field                          | Camila Cabello; Charli XCX | 49,464 / 49,464               | $6,597,852    |
| 31. August 2018               | Minneapolis                       | Vereinigte Staaten     | U.S. Bank Stadium                   | Camila Cabello; Charli XCX | 98,774 / 98,774               | $10,242,024   |
| 01. September 2018            | Minneapolis                       | Vereinigte Staaten     | U.S. Bank Stadium                   | Camila Cabello; Charli XCX | 98,774 / 98,774               | $10,242,024   |
| 08. September 2018            | Kansas City                       | Vereinigte Staaten     | Arrowhead Stadium                   | Camila Cabello; Charli XCX | 58,611 / 58,611               | $6,730,138    |
| 15. September 2018            | Indianapolis                      | Vereinigte Staaten     | Lucas Oil Stadium                   | Camila Cabello; Charli XCX | 55,729 / 55,729               | $6,531,245    |
| 18. September 2018            | St. Louis                         | Vereinigte Staaten     | The Dome at America’s Center        | Camila Cabello; Charli XCX | 47,831 / 47,831               | $4,884,054    |
| 22. September 2018            | New Orleans                       | Vereinigte Staaten     | Mercedes-Benz Superdome             | Camila Cabello; Charli XCX | 53,172 / 53,172               | $6,491,546    |
| 29. September 2018            | Houston                           | Vereinigte Staaten     | NRG Stadium                         | Camila Cabello; Charli XCX | 53,800 / 53,800               | $9,350,275    |
| 05. Oktober 2018              | Arlington bei Dallas/Forth Worth  | Vereinigte Staaten     | AT&T Stadium                        | Camila Cabello; Charli XCX | 105,002 / 105,002             | $15,006,157   |
| 06. Oktober 2018              | Arlington bei Dallas/Forth Worth  | Vereinigte Staaten     | AT&T Stadium                        | Camila Cabello; Charli XCX | 105,002 / 105,002             | $15,006,157   |
| Tourabschnitt 4 – Ozeanien    |                                   |                        |                                     |                            |                               |               |
| 19. Oktober 2018              | Perth                             | Australien             | Optus Stadium                       | Charli XCX; Broods         | keine Angaben                 | keine Angaben |
| 26. Oktober 2018              | Melbourne                         | Australien             | Marvel Stadium                      | Charli XCX; Broods         | 63,027 / 63,027               | $6,755,570    |
| 02. November 2018             | Sydney                            | Australien             | ANZ Stadium                         | Charli XCX; Broods         | 72,805 / 72,805               | $7,686,564    |
| 06. November 2018             | Brisbane                          | Australien             | The Gabba                           | Charli XCX; Broods         | 43,907 / 43,907               | $4,338,127    |
| 09. November                  | Auckland                          | Neuseeland             | Mount Smart Stadium                 | Charli XCX; Broods         | 35,749 / 35,749               | $3,617,593    |
| Tourabschnitt 5 – Asien       |                                   |                        |                                     |                            |                               |               |
| 20. November 2018             | Tokio                             | Japan                  | Tokyo Dome                          | Charli XCX                 | 100,109 / 100,109             | $14,859,847   |
| 21. November 2018             | Tokio                             | Japan                  | Tokyo Dome                          | Charli XCX                 | 100,109 / 100,109             | $14,859,847   |
| Insgesamt                     | Insgesamt                         | Insgesamt              | Insgesamt                           | Insgesamt                  | 2,888,892 / 2,888,892 (100 %) | $345,700,000  |